# Riß (Naturschutzgebiet)
Koordinaten: 51° 44′ 55″ N, 12° 50′ 25″ O
Der Riß ist ein Naturschutzgebiet in den Städten Jessen (Elster) und Annaburg im Landkreis Wittenberg in Sachsen-Anhalt.
Das Naturschutzgebiet mit dem Kennzeichen NSG 0002 ist 91,2 Hektar groß. Es ist nahezu deckungsgleich mit dem FFH-Gebiet „Klödener Riß“. Das Gebiet steht seit 1967 unter Schutz (Datum der Verordnung: 11. September 1967). Zuständige untere Naturschutzbehörde ist der Landkreis Wittenberg.
Das Naturschutzgebiet liegt südöstlich der Lutherstadt Wittenberg im Biosphärenreservat Flusslandschaft Elbe. Es stellt ein Altwasser der Elbe zwischen Gehmen und Klöden sowie einen sich daran anschließenden, schmalen Uferbereich unter Schutz. Das Altwasser ist durch Deiche vollständig von der Flussdynamik der Elbe abgetrennt und wird nur durch Grund- und Sickerwasser sowie einige Gräben gespeist.
Im Altarm siedeln vielfach Wasserpflanzen wie Gemeiner Schwimmfarn und Krebsschere sowie Krebsscheren-, Froschbiss- und Teichrosengesellschaften. Entlang der Ufer siedeln Wasserschwaden, Sumpfwolfsmilch und Steife Winterkresse sowie Schlankseggenriede. Der Altarm wird vielfach von Grauweidengebüschen und Erlenbrüchen begleitet. Auch Reste der Hartholzaue aus Stieleiche und Flatterulme sind noch vorhanden.
Das Naturschutzgebiet beherbergt ein regional bedeutsames Vorkommen des Elbebibers. Der Bestand nimmt allerdings langsam ab. Auch für verschiedene Vogelarten, darunter Rotmilan, Schwarzmilan, Kleinspecht, Wendehals, Eisvogel, Schafstelze, Braunkehlchen, Beutelmeise, Grauammer, Uferschwalbe, Neuntöter und Raubwürger, ist das Naturschutzgebiet Lebensraum. In der Riß konnten 15 Fischarten, darunter Rapfen und Bitterling, nachgewiesen werden. Amphibien und Reptilien sind u. a. durch Seefrosch, Rotbauchunke und Ringelnatter vertreten.
Das Naturschutzgebiet grenzt vielfach an landwirtschaftliche Nutzflächen. Zwischen Kleindröben und Klöden grenzt es im Osten an ein Waldgebiet. Das Gebiet queren an mehreren Stellen öffentliche Straßen.